# Pia Malo

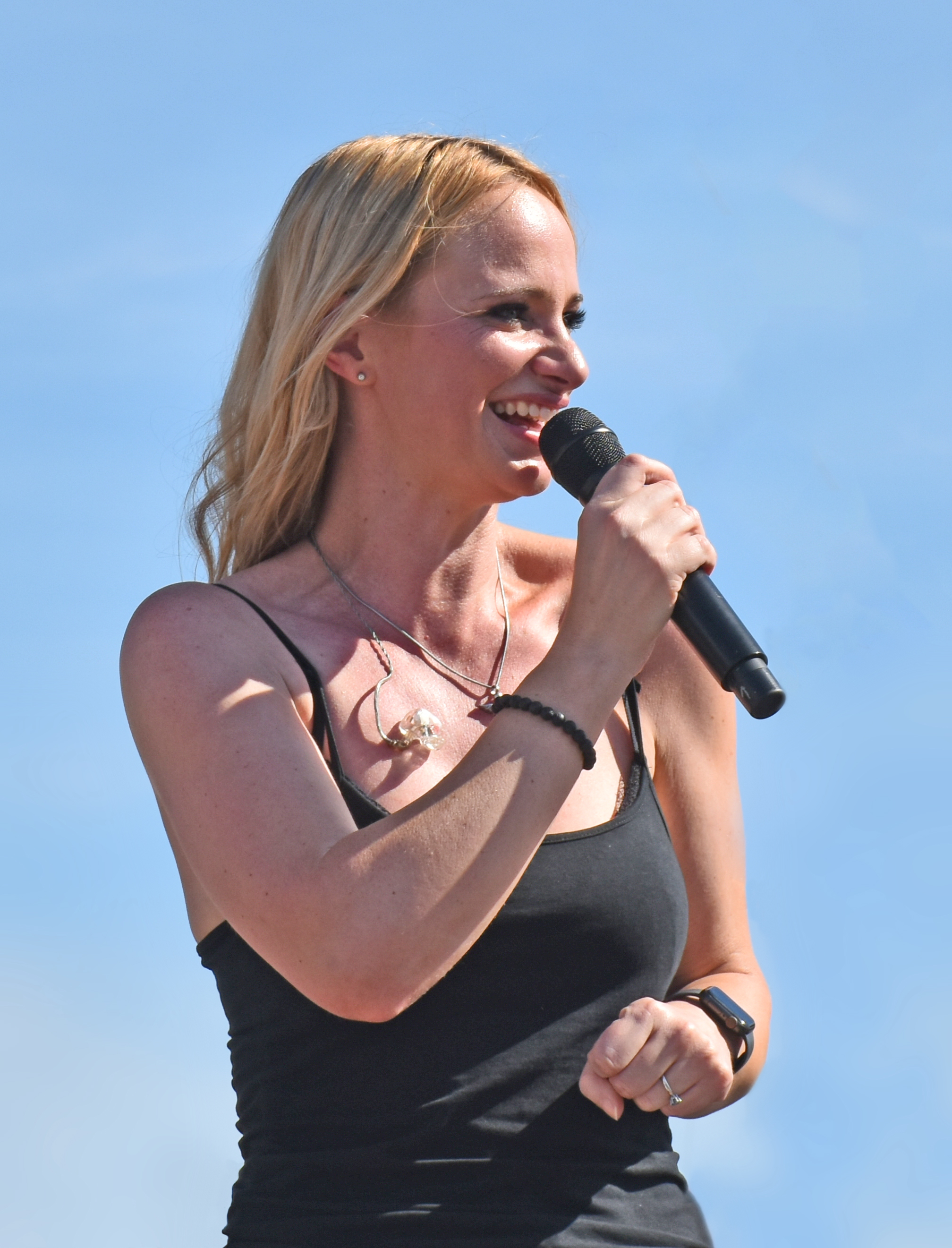
Pia Malo (2022)

Pia Malo (* 14. Mai 1982 in Bruchsal als Pia Malolepski) ist eine deutsche Schlagersängerin.

## Leben
Pia Malo ist die Tochter des ehemaligen Sängers der Gruppe Die Flippers, Olaf Malolepski. Sie hat einen älteren Bruder. Der Sänger und Mitgründer der Gruppe Die Schäfer, Uwe Erhardt, ist ihr Onkel mütterlicherseits.
Durch ihr familiäres Umfeld kam sie schon früh mit der Musikszene in Berührung. 1992 sang sie mit den Schäfern das Lied Sag mir, wo ist der Himmel und hatte ihre ersten Fernsehauftritte, unter anderem in der Schlagerparade der Volksmusik. Das dazugehörige Album verkaufte sich über 60.000 Mal. Bis 2006 trat sie immer wieder als Gastsängerin mit den Schäfern auf.
Sie war Teil des baden-württembergischen Junioren-Dressur-Kaders und nahm im Jahr 2000 an den deutschen Meisterschaften teil. Nach dem Abitur studierte sie vier Semester Rechtswissenschaft, absolvierte eine Ausbildung zur Finanzassistentin und schloss ein Studium der Angewandten Medienwirtschaft ab. Sie arbeitete als selbstständige Eventmanagerin und war von 2014 bis 2017 als Leiterin der Marketing- und Eventabteilung eines Krankenhauses tätig. Ab 2006 sang sie als Chorsängerin im Studio und unterstützte verschiedene Coverbands.
2012 begann Malo ihre musikalische Solo-Karriere. Sie veröffentlichte mit So stark wie die Sehnsucht ihre erste Single. Des Weiteren wirkte sie an mehreren Solo-Alben ihres Vaters mit und sang mit ihm auf Wenn der Anker fällt (2012) und Ja, ist denn heut’ schon Weihnachten (2013) ein Lied. Auf seiner DVD Wenn der Anker fällt – Das große Konzerterlebnis (2013) sangen sie ebenfalls bei mehreren Liedern im Duett.
Im Juli 2015 veröffentlichte sie ihr Debütalbum Leben-Lieben, das die Top 50 der deutschen Charts erreichte. Anfang 2017 war Malo zusammen mit ihrem Vater Olaf Malolepski anlässlich seines 70. Geburtstags auf Tournee. Im August 2017 erschien ihr zweites Album Du tust mir gut. Im Dezember 2018 wurde sie Mitglied des Benefiz-Projekts Schlagerstars für Kinder und nahm mit der Gruppe das Lied Auf einmal (Weihnachtsschlager) neu auf. Im März 2019 erschien der Vorbote zum neuen Album, Dem Himmel so nah; im Mai folgte das Album Großstadthelden, das auf Platz 15 der deutschen Schlagercharts einstieg.

## Diskografie
Studioalben

| Jahr | Titel Musiklabel             | Höchstplatzierung, Gesamtwochen, AuszeichnungChartplatzierungen (Jahr, Titel, Musiklabel, Platzierungen, Wochen, Auszeichnungen, Anmerkungen) | Höchstplatzierung, Gesamtwochen, AuszeichnungChartplatzierungen (Jahr, Titel, Musiklabel, Platzierungen, Wochen, Auszeichnungen, Anmerkungen) | Höchstplatzierung, Gesamtwochen, AuszeichnungChartplatzierungen (Jahr, Titel, Musiklabel, Platzierungen, Wochen, Auszeichnungen, Anmerkungen) | Anmerkungen                           |
| Jahr | Titel Musiklabel             | DE | AT | CH | Anmerkungen                           |
| ---- | ---------------------------- | --- | --- | --- | ------------------------------------- |
| 2015 | Leben – Lieben Telamo (WMG)  | DE47 (1 Wo.)DE | — | — | Erstveröffentlichung: 31. Juli 2015   |
| 2017 | Du tust mir gut Telamo (WMG) | — | — | — | Erstveröffentlichung: 11. August 2017 |
| 2019 | Großstadthelden Telamo (WMG) | — | — | — | Erstveröffentlichung: 24. Mai 2019    |